# Cymodoce hodgsoni
Cymodoce hodgsoni är en kräftdjursart som beskrevs av Tattersall 1921. Cymodoce hodgsoni ingår i släktet Cymodoce och familjen klotkräftor.
Artens utbredningsområde är havet kring Nya Zeeland. Inga underarter finns listade i Catalogue of Life.